# Eugaster powysi
Eugaster powysi är en insektsart som beskrevs av Kirby, W.F. 1891. Eugaster powysi ingår i släktet Eugaster och familjen vårtbitare. Inga underarter finns listade i Catalogue of Life.